# Tadeusz Petrow
Tadeusz Petrow (ur. 1940 w Tarnopolu) – polski saksofonista, klarnecista, multiinstrumentalista. 

## Kariera muzyczna
Na Wybrzeżu pojawił się w 1956 roku jako muzyk Kwartetu Jana Rejnowicza (J. Rejnowicz, T. Petrow, Roman Skurzyński, Marek Szarak), w 1966 roku przekształconym w formację Rama 111. Powrócił do zespołu na początku lat 70. i współpracuje z nią do dziś. Od 1964 roku, aż do śmierci lidera (1966), grał też w orkiestrze Orkiestra Zygmunta Wicharego.  